# 콤프틱
《콤프틱》(コンプティーク 곤푸티쿠[*]) 또는 《콤프티크》는 가도카와 쇼텐 발행 · 카도카와 그룹 퍼블리싱, 발매의 게임·만화 잡지이다. 《더·텔레비전》의 별책으로서 1983년 11월 10일에 창간되었다. 통칭은 '콤프(コンプ)'. 잡지명 'Comptiq'는 '컴퓨터 (Computer)'와 '부띠크 (Boutique)'를 조합한 조어. 마니아를 위한 잡지의 선구적 존재이기도 하다. 정가는 800엔대 후반 정도. 본지 연재 만화의 단행본은 '드래곤 코믹스', '가도카와 코믹스' · 에이스, 전격 코믹스 등.
캐치 카피는 'PC와 노는 책', '싸우는 PC게임 매거진'.
그러나 마니아층 중에서도 '컴퓨터 게임이나 애니메이션 등'을 주체로 하는 오타쿠의 개념에 수렴 되는 '오락 미디어를 소비하는 것을 좋아하는 사람'으로 타겟을 잡으며 점차 미디어 믹스를 주체로 하는 오락잡지로 변화해 갔다.